# Larchberg
Der Larchberg ist ein 1412 m ü. A. hoher Gipfel im Mangfallgebirge in Tirol.

## Topographie
Der teilweise bewaldete, recht alleinstehende Berg ist dem Veitsbergkamm östlich vorgelagert. An seiner Südseite befindet sich die Larchbergalm.
Der Gipfel ist über Forstwege erreichbar.